# Anthony Angello
Anthony Angello, född 6 mars 1996, är en amerikansk professionell ishockeyforward som är kontrakterad till Pittsburgh Penguins i National Hockey League (NHL) och spelar för Wilkes-Barre/Scranton Penguins i American Hockey League (AHL). Han har tidigare spelat för Cornell Big Red i National Collegiate Athletic Association (NCAA) och Omaha Lancers i United States Hockey League (USHL).
Angello draftades av Pittsburgh Penguins i femte rundan i 2014 års draft som 145:e spelare totalt.

## Statistik
| 2011–2012   | Fayetteville-Manlius Hornets   |             | 18  | 32 | 31 | 63 | —   | 1 | 1 | 2 | 3 | — |
|             | Syracuse Jr. Stars             | EmJHL       | 36  | 11 | 21 | 32 | 18  | 4 | 0 | 1 | 1 | 4 |
| 2012–2013   | Fayetteville-Manlius Hornets   |             | 16  | 34 | 32 | 66 | —   | — | — | — | — | — |
|             | Syracuse Jr. Stars             | EmJHL       | 40  | 31 | 29 | 60 | 60  | 3 | 1 | 3 | 4 | 2 |
| 2013–2014   | Omaha Lancers                  | USHL        | 58  | 11 | 10 | 21 | 85  | 4 | 0 | 1 | 1 | 4 |
| 2014–2015   | Omaha Lancers                  | USHL        | 56  | 19 | 16 | 35 | 90  | 3 | 1 | 1 | 2 | 4 |
| 2015–2016   | Cornell Big Red                | NCAA        | 34  | 11 | 13 | 24 | 26  | — | — | — | — | — |
| 2016–2017   | Cornell Big Red                | NCAA        | 35  | 12 | 8  | 20 | 51  | — | — | — | — | — |
| 2017–2018   | Cornell Big Red                | NCAA        | 33  | 13 | 13 | 26 | 42  | — | — | — | — | — |
|             | Wilkes-Barre/Scranton Penguins | AHL         | 2   | 0  | 0  | 0  | 0   | 2 | 2 | 0 | 2 | 2 |
| 2018–2019   | Wilkes-Barre/Scranton Penguins | AHL         | 65  | 16 | 13 | 29 | 53  | — | — | — | — | — |
| 2019–2020   | Pittsburgh Penguins            | NHL         | 1   | 0  | 0  | 0  | 0   | — | — | — | — | — |
|             | Wilkes-Barre/Scranton Penguins | AHL         | 45  | 16 | 9  | 25 | 42  | — | — | — | — | — |
| NHL totalt  | NHL totalt                     | NHL totalt  | 1   | 0  | 0  | 0  | 0   | — | — | — | — | — |
| AHL totalt  | AHL totalt                     | AHL totalt  | 112 | 32 | 22 | 54 | 95  | 2 | 2 | 0 | 2 | 2 |
| NCAA totalt | NCAA totalt                    | NCAA totalt | 102 | 36 | 34 | 70 | 119 | — | — | — | — | — |
| USHL totalt | USHL totalt                    | USHL totalt | 114 | 30 | 26 | 56 | 175 | 7 | 1 | 2 | 3 | 8 |